# ژاکت (باند)
ژاکت (اسپانیایی: Suéter‎) یک گروه راک آرژانتینی است که در سال ۱۹۸۱ تأسیس شد و در سال ۲۰۰۷ از هم جدا شدند. این گروه پنج آلبوم استودیویی را ویرایش کردند. اشعار آنها اغلب دربارهٔ عشق، آزادی و محتوای اجتماعی انتقادی است.